# Soisson-Rapacz-Clason Field
O Soisson-Rapacz-Clason Field, em Kalamazoo, Michigan, é um estádio multiuso com 2.200 lugares. Seus inquilinos principais são Kalamazoo Christian High School, Hackett Catholic Central High School e o Kalamazoo FC da NPSL .  Eles também sediaram o Kalamazoo Outrage, um time de futebol que jogou na USL Premier Development League de 2007 a 2010.